# Zimný štadión Poprad
Das Zimný štadión Poprad (deutsch Eisstadion Poprad, voller Name: Zimný štadión mesta Poprad, deutsch Städtisches Eisstadion Poprad) ist eine Eissporthalle in der slowakischen Stadt Poprad. Neben Eiskunstlauf wird sie vor allem für Eishockey genutzt. Die Halle ist im Besitz der Stadt Poprad. Im Sommer wird das zweitälteste Eishockeyturnier in Europa, der Tatranský pohár, ausgetragen.

## Geschichte
Die Halle hatte bei Eröffnung 1973 eine Kapazität von 5500 Zuschauern, wurde 2008 und 2009 für etwa drei Millionen Euro restauriert und hat mittlerweile eine Kapazität von 4233 Zuschauern. In der Eissporthalle trägt der HK Poprad aus der Extraliga seine Heimspiele aus und ab der Saison 2011/2012 der HC Lev Poprad aus der Kontinentalen Hockey-Liga. In der Eissporthalle fanden zudem Spiele der Eishockey-C1-Weltmeisterschaft 1994 statt. In der Halle gibt es ein Pressezentrum und eine V.I.P.-Tribüne. Die Eisfläche entspricht den kanadischen Maßen 56 × 26 Meter und ist somit die kleinste Eisfläche der Slowakei. Es ist jedoch auch möglich die Eisfläche auf normale europäische Maße zu erweitern.

## Galerie

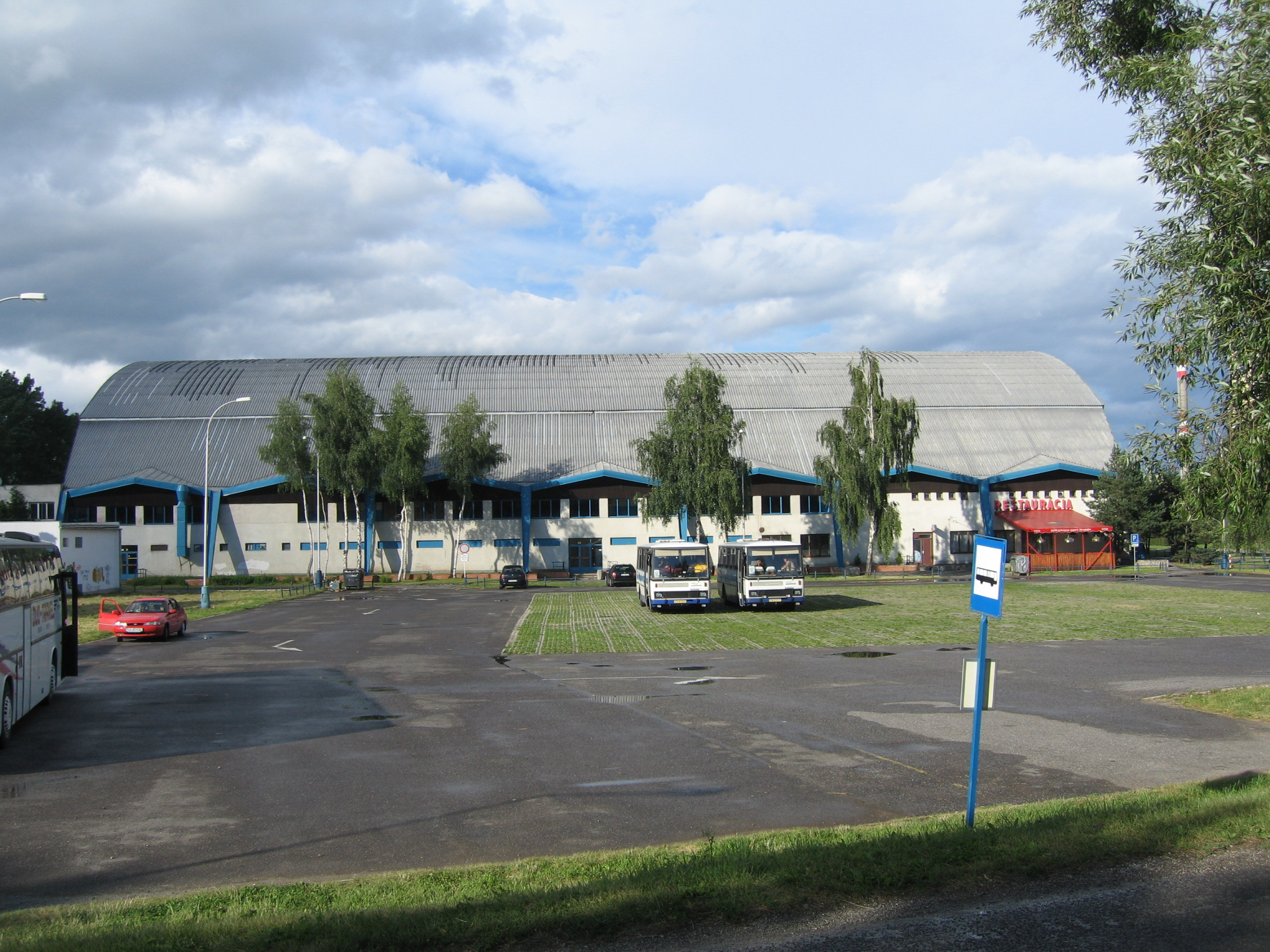
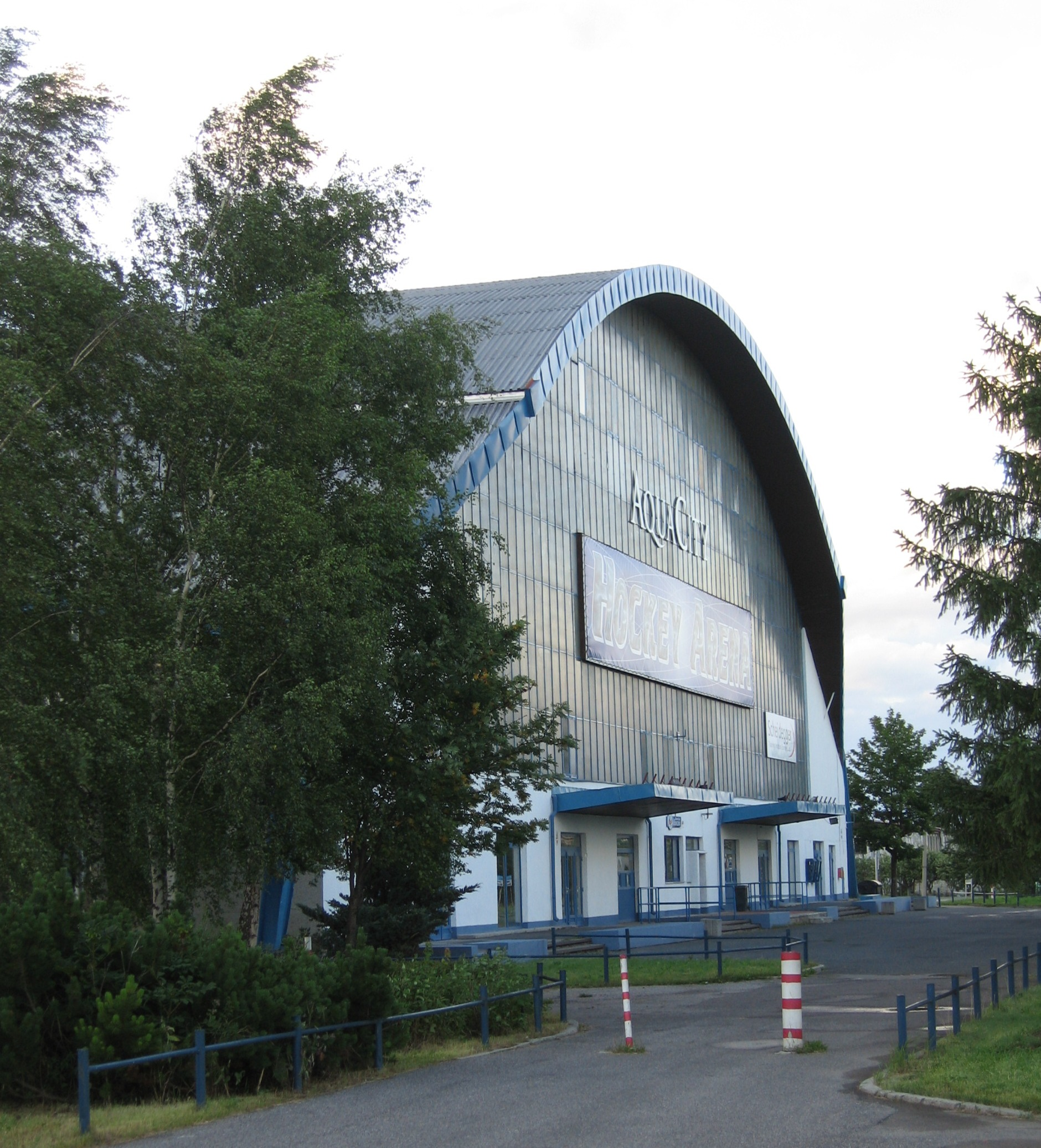
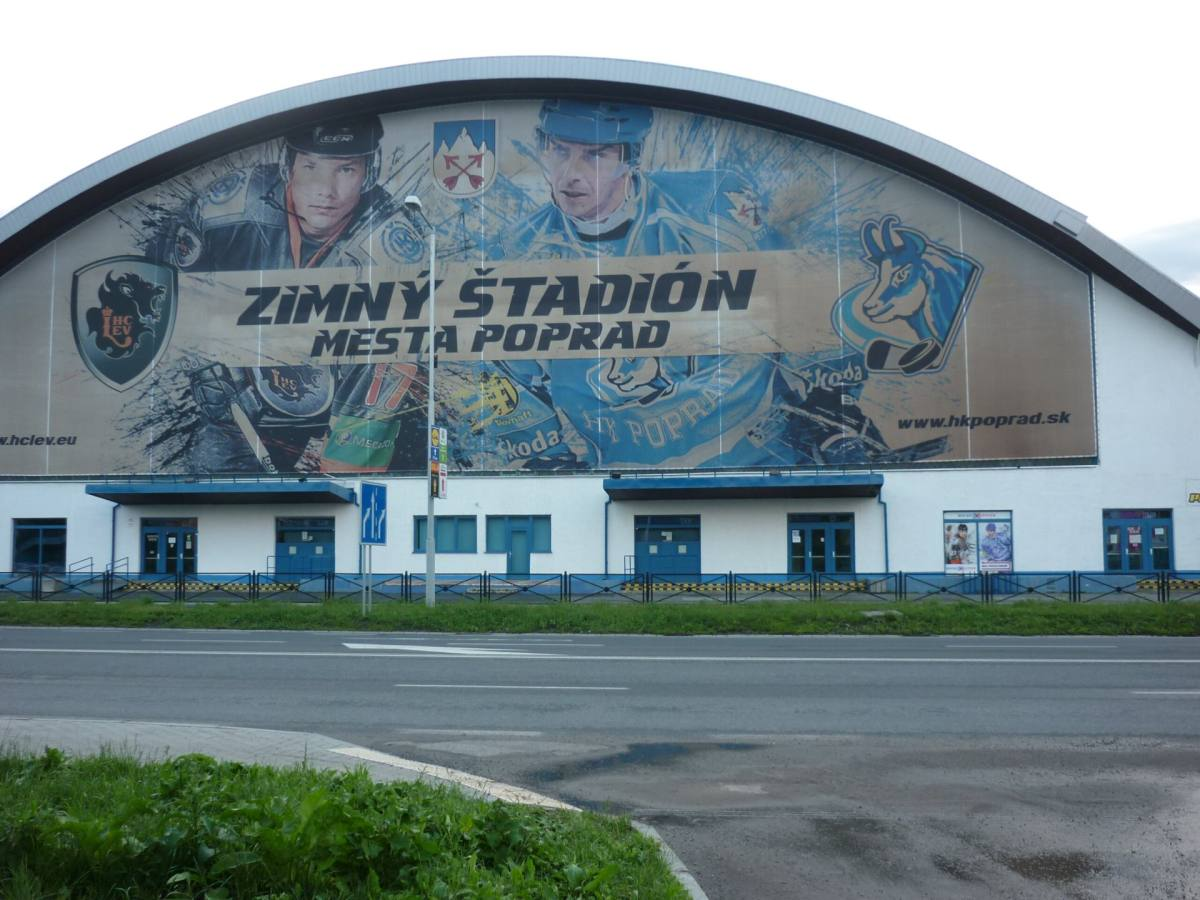